# Canoa/kayak ai Giochi della XXIX Olimpiade - K1 500 metri maschile

## Batterie
Hanno partecipato alle batterie di qualificazione 29 atleti, suddivisi in 4 batterie di qualificazione: i primi 6 di ogni batteria più i 3 migliori tempi si sono qualificati per le gare di semifinale.
- 19 agosto 2008

| Posizione | Atleta                   | Paese         | Tempo    | Note |
| --------- | ------------------------ | ------------- | -------- | ---- |
| 1         | Adam van Koeverden       | Canada        | 1:35.554 | QS   |
| 2         | Eirik Verås Larsen       | Norvegia      | 1:36.439 | QS   |
| 3         | Michele Zerial           | Italia        | 1:36.950 | QS   |
| 4         | Steven Ferguson          | Nuova Zelanda | 1:37.538 | QS   |
| 5         | Shaun Rubenstein         | Sudafrica     | 1:37.687 | QS   |
| 6         | Dmitriy Torlopov         | Kazakistan    | 1:39.892 | QS   |
| 7         | Jorge Garcia             | Cuba          | 1:42.803 | QS   |
| 8         | Rudolph Berking-Williams | Samoa         | 1:47.839 | QS   |

| Posizione | Atleta        | Paese       | Tempo    | Note |
| --------- | ------------- | ----------- | -------- | ---- |
| 1         | Tim Brabants  | Regno Unito | 1:36.338 | QS   |
| 2         | Anton Ryakhov | Russia      | 1:37.666 | QS   |
| 3         | Stjepan Janić | Croazia     | 1:37.724 | QS   |
| 4         | Arnaud Hybois | Francia     | 1:37.902 | QS   |
| 5         | Miguel Correa | Argentina   | 1:39.781 | QS   |
| 6         | Emanuel Silva | Portogallo  | 1:42.513 | QS   |
| 7         | Tony Lespoir  | Seychelles  | 1:53.248 |      |

| Posizione | Atleta              | Paese               | Tempo    | Note |
| --------- | ------------------- | ------------------- | -------- | ---- |
| 1         | Ákos Vereckei       | Ungheria            | 1:36.099 | QS   |
| 2         | Ken Wallace         | Australia           | 1:36.208 | QS   |
| 3         | Anders Gustafsson   | Svezia              | 1:36.633 | QS   |
| 4         | Marek Twardowski    | Polonia             | 1:39.436 | QS   |
| 5         | Assane Dame Fall    | Senegal             | 1:52.215 | QS   |
| 6         | Alcino Silva        | São Tomé e Príncipe | 1:58.178 | QS   |
| 7         | Kotoua Francis Abia | Costa d'Avorio      | 2:00.716 |      |

| Posizione | Atleta                  | Paese       | Tempo    | Note |
| --------- | ----------------------- | ----------- | -------- | ---- |
| 1         | Michael Kolganov        | Israele     | 1:36.099 | QS   |
| 2         | Jonas Ems               | Germania    | 1:36.208 | QS   |
| 3         | Rami Zur                | Stati Uniti | 1:36.633 | QS   |
| 4         | Manuel Cortina Martínez | Messico     | 1:39.436 | QS   |
| 5         | Kasper Bleibach         | Danimarca   | 1:52.215 | QS   |
| 6         | Pan Yao                 | Cina        | 1:58.178 | QS   |
| 7         | Phone Myint Tayzar      | Birmania    | 2:00.716 | QS   |

## Semifinali
I primi tre atleti di ogni semifinale si sono qualificati per la finale.
- Giovedì 21 agosto 2008

| Posizione | Atleta                  | Paese       | Tempo    | Note |
| --------- | ----------------------- | ----------- | -------- | ---- |
| 1         | Adam van Koeverden      | Canada      | 1:42.438 | QF   |
| 2         | Anton Ryakhov           | Russia      | 1:42.968 | QF   |
| 3         | Ken Wallace             | Australia   | 1:43.340 | QF   |
| 4         | Shaun Rubenstein        | Sudafrica   | 1:44.154 |      |
| 5         | Emanuel Silva           | Portogallo  | 1:45.985 |      |
| 6         | Rami Zur                | Stati Uniti | 1:47.163 |      |
| 7         | Manuel Cortina Martínez | Messico     | 1:48.333 |      |
| 8         | Jorge Garcia            | Cuba        | 1:49.077 |      |
| 9         | Assane Dame Fall        | Senegal     | 2:04.633 |      |

| Posizione | Atleta                   | Paese         | Tempo    | Note |
| --------- | ------------------------ | ------------- | -------- | ---- |
| 1         | Steven Ferguson          | Nuova Zelanda | 1:42.238 | QF   |
| 2         | Anders Gustafsson        | Svezia        | 1:42.409 | QF   |
| 3         | Tim Brabants             | Regno Unito   | 1:42.530 | QF   |
| 4         | Michele Zerial           | Italia        | 1:42.931 |      |
| 5         | Marek Twardowski         | Polonia       | 1:43.733 |      |
| 6         | Jonas Ems                | Germania      | 1:44.717 |      |
| 7         | Miguel Correa            | Argentina     | 1:46.422 |      |
| 8         | Pan Yao                  | Cina          | 1:55.242 |      |
| -         | Rudolph Berking-Williams | Samoa         | NP       |      |

| Posizione | Atleta             | Paese               | Tempo    | Note |
| --------- | ------------------ | ------------------- | -------- | ---- |
| 1         | Stjepan Janić      | Croazia             | 1:41.689 | QF   |
| 2         | Eirik Verås Larsen | Norvegia            | 1:41.927 | QF   |
| 3         | Ákos Vereckei      | Ungheria            | 1:42.155 | QF   |
| 4         | Michael Kolganov   | Israele             | 1:43.145 |      |
| 5         | Arnaud Hybois      | Francia             | 1:43.559 |      |
| 6         | Kasper Bleibach    | Danimarca           | 1:45.418 |      |
| 7         | Dmitriy Torlopov   | Kazakistan          | 1:47.573 |      |
| 8         | Phone Myint Tayzar | Birmania            | 1:55.300 |      |
| 9         | Alcino Silva       | São Tomé e Príncipe | 2:06.288 |      |

## Finale
- Sabato 23 agosto 2008

| Posizione | Atleta              | Paese         | Tempo    |
| --------- | ------------------- | ------------- | -------- |
|           | Ken Wallace         | Australia     | 1:37.252 |
|           | Adam van Koeverden  | Canada        | 1:37.630 |
|           | Tim Brabants        | Regno Unito   | 1:37.671 |
| 4         | Eirik Veraas Larsen | Norvegia      | 1:37.949 |
| 5         | Anton Ryakhov       | Russia        | 1:38.187 |
| 6         | Ákos Vereckei       | Ungheria      | 1:38.318 |
| 7         | Anders Gustafsson   | Svezia        | 1:38.447 |
| 8         | Steven Ferguson     | Nuova Zelanda | 1:38.512 |
| 9         | Stjepan Janic       | Croazia       | 1:38.729 |